# 上海乐高乐园
上海乐高乐园是由英国默林娱乐集团运营的位于中国上海市金山区枫泾镇的樂高樂園。其开工于2021年11月17日，2025年7月5日开业。
上海乐高乐园度假区项目的占地面积达31.8万平方米，总投资36亿元人民币，内部设有乐高乐园与乐高主题酒店。

## 历史
根据2018年的消息，该乐园曾计划开在上海市青浦区淀山湖畔，并预计于2020年动工，2022年完工。
2019年11月6日，在第二届中国国际进口博览会举办期间，金山区与乐高集团、默林娱乐以及华人文化集团共同签署投资合作协议，正式宣布乐高乐园主题度假区选址上海市金山区。2020年10月6日，有關各方就上海乐高乐园度假区项目签订初步投资合作协议。2020年10月9日，上海乐高乐园確定落户金山区枫泾镇，位于金山北站以东南附近区域。上海乐高乐园度假区由上海金山城投集团、英国默林娱乐集团、KIRKBI INVEST A/S、CMC Inc.华人文化集团公司共同投资5.5亿美元建设。
2021年11月17日，上海乐高乐园度假区开工，2025年6月20日开启公共试运行，7月5日开园。開業時上海樂高樂園是全球规模最大的乐高乐园，下設“乐高乐园创想世界”、“乐高悟空小侠”等8個主题区，還有75个骑乘设施、表演和玩乐景点以及由超8500万块乐高积木拼搭的数千个乐高模型。

## 度假区
上海乐高乐园度假区项目中包含乐高乐园与乐高主题酒店等配套设施，总投资近百亿元人民币左右，其还预留了500亩左右的发展备用地，若经营良好或会引进水上乐园等乐高品牌的新项目。

### 乐高乐园
上海乐高乐园度假区项目作为首座在华设立的、全球第2大的乐高乐园，总投资预计5.5亿美元，将于2024年前后建成。乐园内皆是乐高积木主题元素，还将提供：全球首创的以乐高积木为设计灵感的“乐高大飞车”；经典的“飞龙过山车”和专为低龄儿童设计的“小龙飞车”；高达60米的由乐高积木风格装饰成的乐高观光塔；全球首次落地的结合中国传统文化与《西游记》元素设计的主题设施：乐高悟空小侠花果山冒险等八大主题区、超75个互动骑乘设施。
其配套的无人管理智慧停车场，可以提供1,700个停车位。

### 乐高主题酒店
乐园临近设有乐高主题酒店，其建筑的外立面是以放大450倍的乐高积木装饰，内部有250间主题客房。

## 门票
上海乐高乐园门票执行旺季、淡季两种票价。其中最低标准票价为平季日的319元，常规日标准票价为379元，该价格覆盖大部分工作日；对于出行需求旺盛的时间段执行高峰日票价，最高票价为599元。门票于2025年5月28日开售。

## 交通
上海乐高乐园距离金山北站1公里。2025年6月10日，当地交通部门开设乐园环线，乘客从金山北站出站后可乘坐该线路直达上海乐高乐园，全天共开行58班次。而上海和嘉兴两地的公交公司也开设调整了多条公交路线接驳上海乐高乐园，相关接驳公交线路如下。

### 上海公交
| 乐高公交枢纽站 | 乐高公交枢纽站   | 乐高公交枢纽站 | 乐高公交枢纽站 | 乐高公交枢纽站 |
| 编号           | 路线             | 路线           | 路线           | 备注           |
| -------------- | ---------------- | -------------- | -------------- | -------------- |
| 朱泾五路乐朱线 | 朱泾汽车站       | ⇆              | 乐高乐园枢纽站 |                |
| 1675乐兴线     | 兴塔农贸市场     | ⇆              | 兴北路韩坞村   | 原枫泾5路      |
| 枫泾七路乐枫线 | 枫泾枢纽站       | ⇆              | 乐高乐园枢纽站 |                |
| 乐松专线       | 乐高乐园公交枢纽 | ⇆              | 松江枢纽       |                |

### 嘉兴（平湖、嘉善）公交
| 乐高公交枢纽站 | 乐高公交枢纽站       | 乐高公交枢纽站 | 乐高公交枢纽站           | 乐高公交枢纽站 |
| 编号           | 路线                 | 路线           | 路线                     | 备注           |
| -------------- | -------------------- | -------------- | ------------------------ | -------------- |
| 229平湖 乐平线 | （嘉兴）平湖客运中心 | ⇆              | （上海）乐高乐园公交枢纽 |                |
| 112嘉善        | （嘉兴）嘉善客运中心 | ⇆              | （上海）朱泾汽车站       |                |

## 投资与运营
该项目签约各方将共同出资成立合资公司开发建设，同时成立管理公司运营。合资公司将在乐园建设和运营过程中，一次性支付默林娱乐一定额度的开发服务费；并且按年度依据营收业绩支付品牌许可费（包括默林娱乐运营许可费和乐高品牌费）；此外公司还将按年度支付管理公司一定额度的运营管理费。